# Bezannes

Bezannes este o comună în departamentul Marne, Franța. În 2009 avea o populație de 1,378 de locuitori.